# Палаярви
Палаярви — озеро на территории Ребольского сельского поселения Муезерского района Республики Карелия.

## Общие сведения
Площадь озера — 1,3 км², площадь водосборного бассейна — 9,7 км². Располагается на высоте 198,3 метров над уровнем моря.
Форма озера лопастная, продолговатая: вытянуто с запада на восток. Берега изрезанные, каменисто-песчаные, местами заболоченные.
Из западной оконечности озера вытекает река без названия, которая, протекая озёра Кожуль и Верхнее, впадает в озеро Колвас, из которого вытекает река Колвас, впадающая в Лексозеро, откуда через реки Сулу и Лендерку воды в итоге попадают в Балтийское море.
Код объекта в государственном водном реестре — 01050000111102000010274.